# Nikita Mélnikov
Nikita Vasílievich Mélnikov –en ruso, Никита Васильевич Мельников– (27 de junio de 1987) es un deportista ruso que compite en lucha grecorromana. Ganó una medalla de oro en el Campeonato Mundial de Lucha de 2013 y una medalla de oro en el Campeonato Europeo de Lucha de 2016.

## Palmarés internacional
| Campeonato Mundial | Campeonato Mundial | Campeonato Mundial | Campeonato Mundial |
| Año                | Lugar              | Medalla            | Categoría          |
| ------------------ | ------------------ | ------------------ | ------------------ |
| 2013               | Budapest (Hungría) | Medalla de oro     | 96 kg              |
| Campeonato Europeo |                    |                    |                    |
| Año                | Lugar              | Medalla            | Categoría          |
| 2016               | Riga (Letonia)     | Medalla de oro     | 98 kg              |